# نهر تورسو (إسكتلندا)
نهر تورسو (بالغيلية الإسكتلندية: Abhainn Theòrsa) هو نهر في إسكتلندا تعتبر بحيرة لوخ رامسديل في كيثنيس مصدرا له، يمتد على بعد حوالي 26 كم جنوبًا و14 كم غرب برجو تورسو، وكيثنيس، وحوالي كيلومترين جنوب خط السكك الحديدية الذي يربط بين برجو تورسو وويك مع إينفيرنيس ويصب في المحيط الأطلسي، يُعرف النهر أيضًا باسم ستراثمور.